# Hässleholm

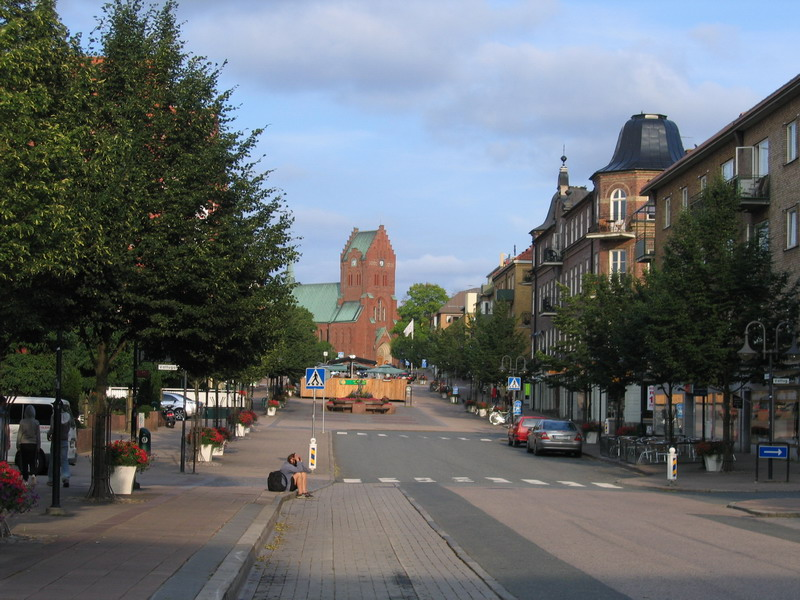
A avenida central de Hässleholm

Hässleholm é uma cidade sueca situada na província histórica da Escânia.
Tem aproximadamente 18 000 habitantes, e é sede do município de Hässleholm.